# Філо Ремінгтон
Філо Ремінгтон (нар. 31 жовтня 1816 — пом. 4 квітня 1889) — американський бізнесмен. Був старшим сином Еліфалета Ремінгтона, засновника Remington Arms.

## Життя і кар'єра
Філо Ремінгтон народився 31 жовтня 1816 року в Літчфілді, штат Нью-Йорк, США. Він був старшим з п'ятьох дітей Абігейл (до шлюбу Паддок) та Еліфалета Ремінгтонів.
1839 року доєднався до бізнеса батька, після чого фірма отримала назву «E. Remington & Son». 1845 року до фірми також приєднався його брат Семюел, і її назва змінилася на «E. Remington & Sons».
Філо понад 25 років працював менеджером механічного відділу на збройній фабриці батька. Він удосконалив виробництво шляхом дзеркального методу випрямлення стволів та випустив перший литий, свердлений гвинтівковий ствол у США.
Після смерті батька, Філо очолив компанію і поставляв ручну зброю СРСР під час громадянської війни. Він також був на посаді, коли фірма виграла контракт на виробництво друкарської машинки Шоулза та Гліддена 1 березня 1873 року. Пішов у відставку в 1886 році.
Був головою селища Іліон, штат Нью-Йорк упродовж 20 років.
Ремінгтон був одружений і мав двох дочок.
Помер від жовчної гарячки 4 квітня 1889 в Сілвер-Спрінгс, штат Флорида.